# Masataka Nashida
Masataka Nashida (Japanese:梨田 昌孝, né le 4 août 1953 à Hamada, préfecture de Shimane au Japon est l'actuel manager de l'équipe de baseball Hokkaido Nippon Ham Fighters de la Nippon Professional Baseball japonaise. Avant d'être manager, il a joué pour les Kintetsu Buffaloes de 1972 à 1988.